# Гагрська
Га́грська — гірська вершина в системі гірського Кавказу (Великий Кавказ) на території Абхазії (Грузія). Розташована на південному заході Гагринського хребта.
Гора вкрита смереково-буковими лісами, вершина гола.
| Прапор Грузії | Це незавершена стаття про Грузію. Ви можете допомогти проєкту, виправивши або дописавши її. |